# Juessee
Der Juessee [ˈjyːs-] (auch Jues oder Jues-See genannt, alte Bezeichnung auch Ghüs) liegt mitten im Stadtgebiet von Herzberg am Harz.

## Beschreibung
Der See hat eine Wasserfläche von 6,88 Hektar (0,069 km²) und eine etwa 1,2 km lange Uferlinie. Als maximale Tiefe werden 28,5 Meter genannt. Das Nordwestufer ist dicht mit Seerosen bewachsen. Am Ostufer befindet sich das Freibad der Stadt Herzberg. Das Gewässer ist vor etwa 8000 bis 14000 Jahren durch zwei große Erdfälle entstanden. Der Karstwanderweg führt am Juessee vorbei. Aufgrund von Untersuchungen der bis zu 16 m mächtigen Sedimente konnten Erkenntnisse über die Besiedlungsgeschichte dieses Gebiets während der letzten Jahrtausende gewonnen werden. Sedimentuntersuchungen wurden auch im nahegelegenen Aschenhütter Teich durchgeführt.
Am Ostufer fließt der Eichelbach in den Kleinen Juessee ein. Am Nordwestufer des Großen Juessee befindet sich der Abfluss; er ist durch ein Wehr regulierbar. Im Bereich des Unterlaufes des Eichelbaches und des Stadtgebietes von Herzberg sind weitere Erdfälle bekannt. Die ständig fortschreitende Auslaugung des Werra-Anhydrites im Untergrund führt auch heute noch zu Erdfällen in dieser Gegend. Auch der Boden des Juessee ist senkungsaktiv.
Im Sommer gibt es kaum Frischwasserzuflüsse des Eichelbaches, da dieser bereits vor dem Juessee in Bachschwinden sein Wasser in den Karstuntergrund verliert. Algenblüten im Sommer zeigen eine Eutrophierung an.

## Veranstaltungen
Im April findet alljährlich der vom MTV Herzberg organisierte 5.200 m oder 10.400 m lange Juessee-Lauf statt, bei dem vier oder acht Runden um den See zurückgelegt werden.
Bis zum Jahr 2017 fand 23 mal das Juesseefest mit zahlreichen Musik- und Tanzveranstaltungen statt. Veranstalter ist der  DLRG  Ortsverein und MTV Herzberg.

## Bildergalerie

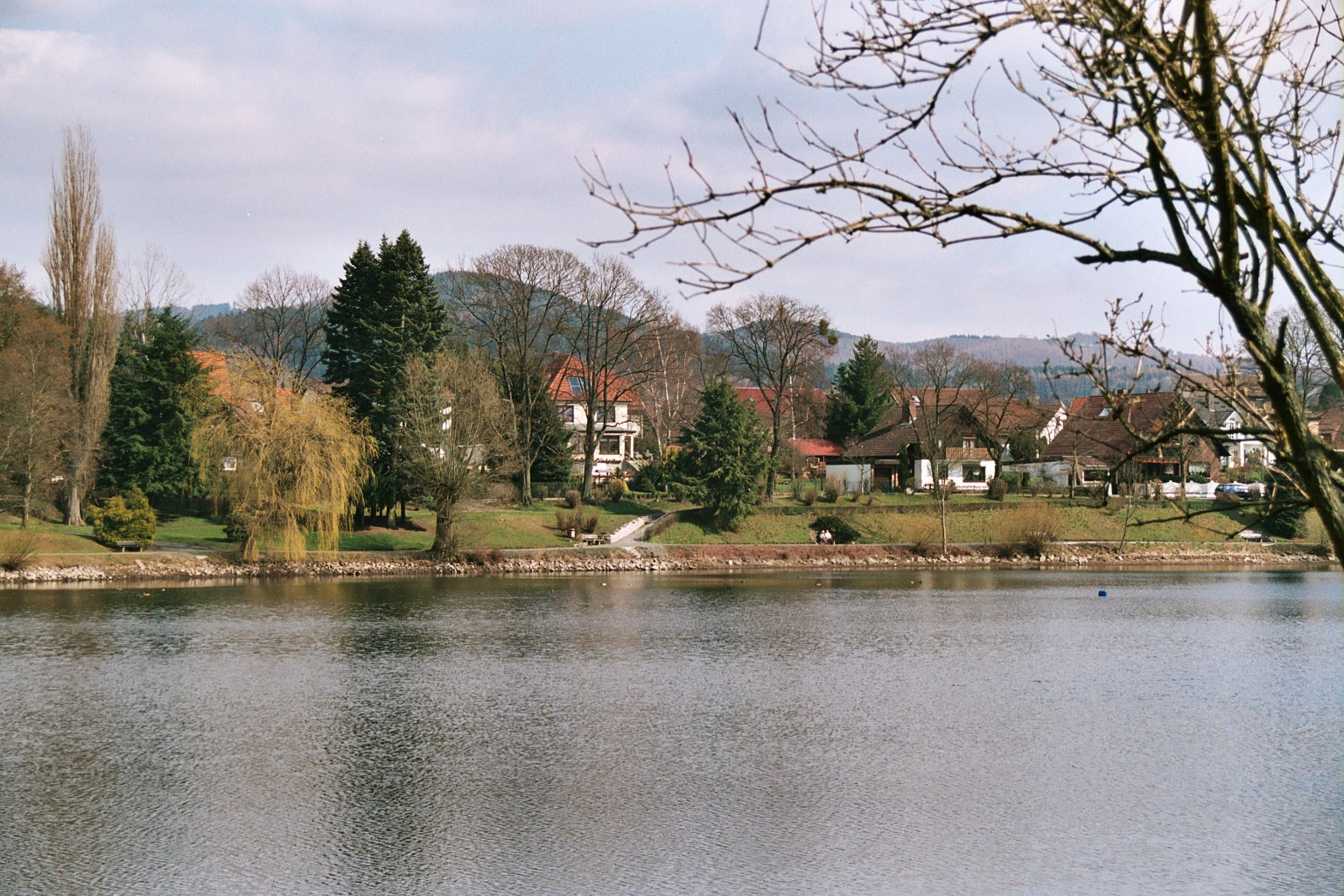
Juessee, November 2004
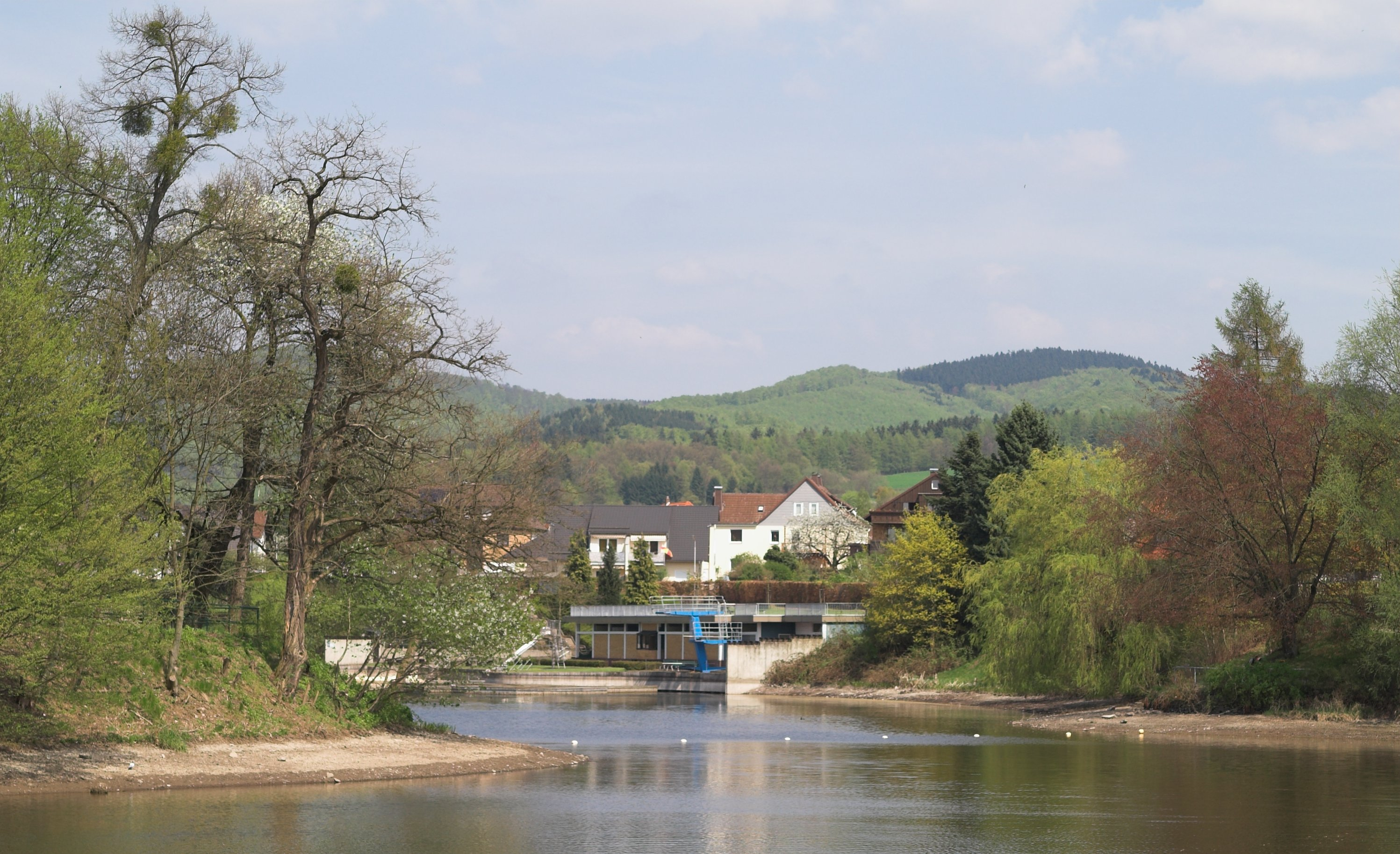
Juessee, Mai 2006
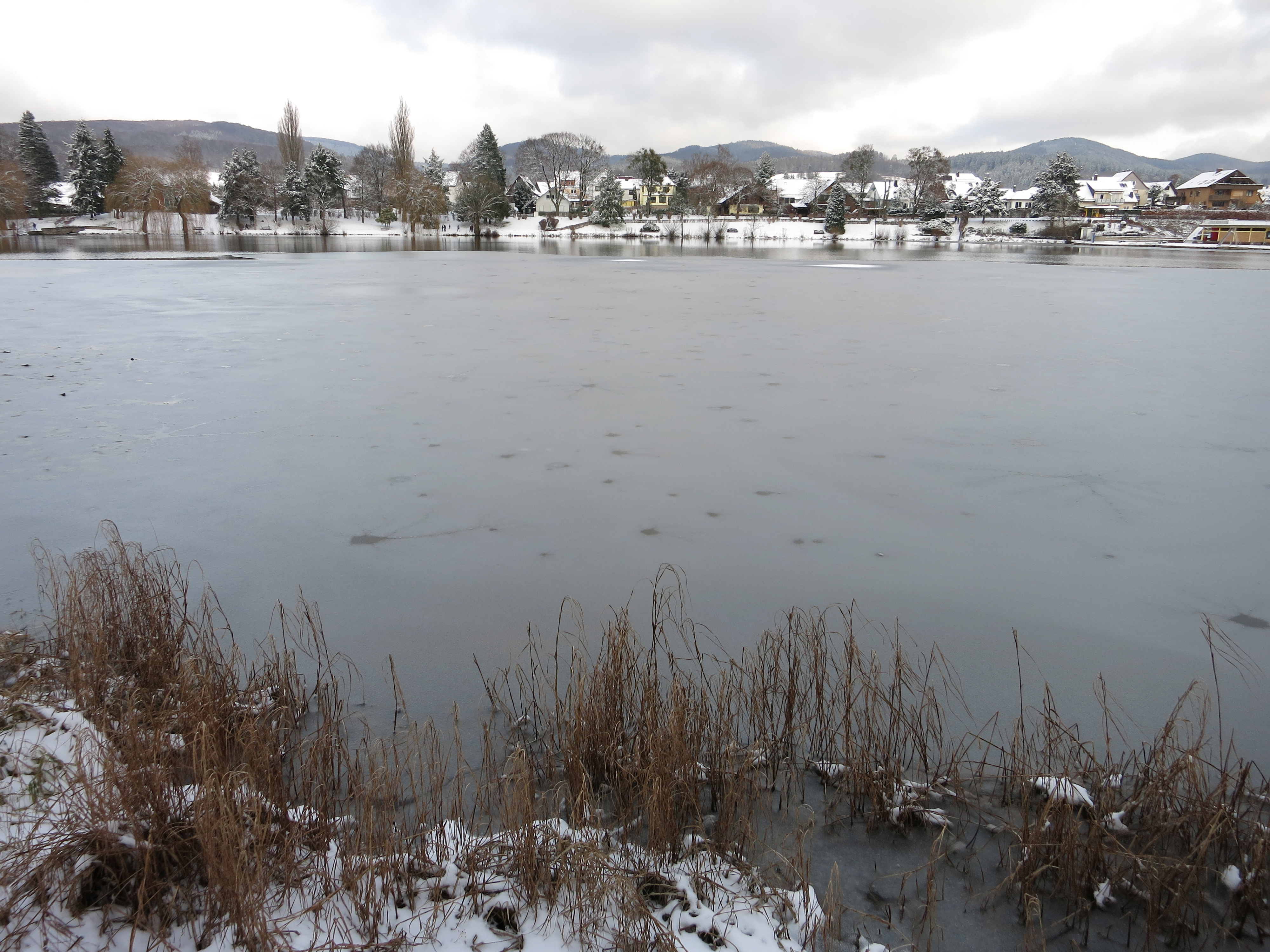
Juessee, Dezember 2014
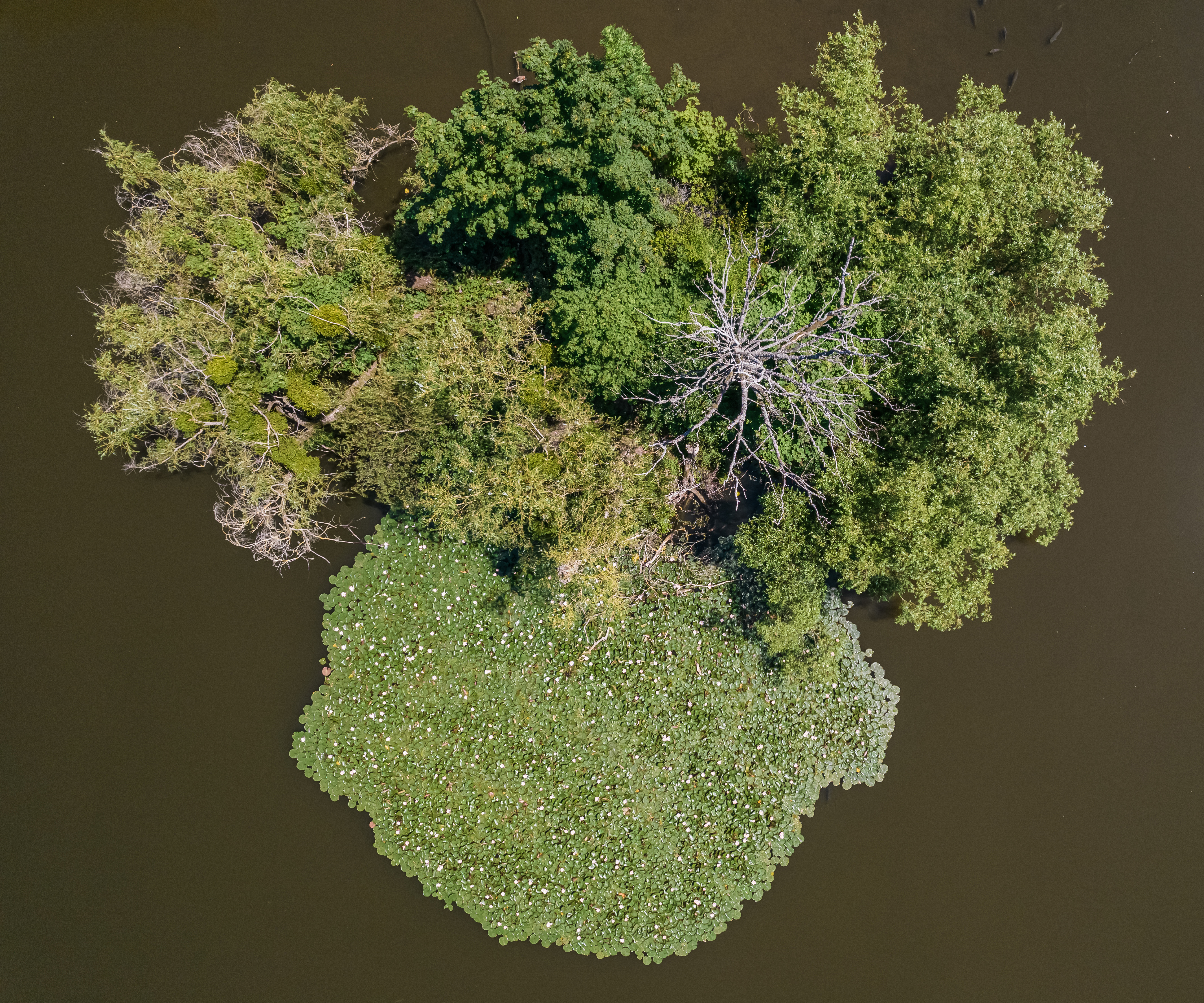
Eine Insel im Juessee